# Адвокат
Адвока́т (лат. advocatus — от advoco — приглашаю) — лицо, профессией которого является оказание квалифицированной юридической помощи физическим лицам (гражданам, лицам без гражданства) и юридическим лицам (организациям), в том числе защита их прав и представление интересов в суде, обладающее полученным в установленном порядке статусом адвоката, предоставляющим его обладателю специальные права, а также налагающим обязанности перед доверителями и адвокатским сообществом, нарушение которых влечет дисциплинарную ответственность вплоть до прекращения полученного статуса адвоката. 
В России адвокат — это независимый профессиональный советник по правовым вопросам (согласно п. 1 ст. 2 Федерального закона от 31 мая 2002 года № 63-ФЗ «Об адвокатской деятельности и адвокатуре в Российской Федерации», принятого Государственной Думой 26 апреля 2002 года) и принадлежит к людям т. н. свободной профессии (подобно частнопрактикующим врачам, независимым журналистам и т. п.). Необходимым отличием адвоката в России, а также в большинстве стран мира является наличие специального статуса, полученного в установленном законом порядке. О наличии у адвоката действующего статуса, дающего ему право осуществлять адвокатскую деятельность, можно судить по записи в реестрах адвокатских палат, а также по реестру адвокатов Министерства юстиции РФ, которые находятся в открытом доступе и размещены на сайтах указанных организаций. Органами адвокатского самоуправления в России являются адвокатские палаты субъектов федерации, а также Федеральная палата адвокатов. Адвокаты могут быть объединены в коллегии адвокатов, адвокатские бюро, юридические консультации, либо осуществлять адвокатскую деятельность индивидуально, учредив адвокатский кабинет.

## Древний Рим
Первые адвокаты появились в Древнем Риме. Как отмечал русский юрист и историк права польского происхождения Е. В. Васьковский, «… первыми юристами в Риме были патроны. В лице их совмещались две профессии: юрисконсультов и адвокатов». 
Долгое время услуги адвоката выполняли ораторы, которые часто не были знатоками права. Цицерон посвятил адвокатам, плохо разбирающимся в правовых вопросах, немало едких слов. Адвокатура республиканского периода Древнего Рима была свободной профессией и никакого корпоративного устройства не имела. Корпорация профессиональных защитников в суде сформировалась в Риме до нашей эры, в эпоху Империи. Документально зафиксированная коллегия юристов-защитников формировалась на основе хорошо известных в позднейшие времена принципов: требовалось быть занесённым в матрикулы (официальный список лиц с определённым уровнем доходов) и успешно сдать испытания (экзамены) по праву. Устройство адвокатуры, сложившееся в эпоху Империи, было классическим. Оно стало основой всех последующих видоизменений адвокатуры, вплоть до новейшего времени.

## Россия
Суд Древней Руси использовал приёмы так называемого суда Божьего (испытание водой или калёным железом, применение «поля», то есть вооружённого поединка тяжущихся сторон). Он практически обходился без адвокатуры, так как принцип личной явки в суд неукоснителен, а «суд Божий» требует только истца и ответчика, а не защитника.
О профессиональных поверенных в суде на Руси сообщается в законодательных памятниках XV века. Наиболее известны свидетельства из древнего Новгорода о праве любого тяжущегося в суде иметь поверенного. По Псковской Судной грамоте (1397—1467 гг.) право иметь поверенного предоставлялось уже не всем, а только женщинам, детям, монахам и монахиням, дряхлым старикам и глухим. В позднейших памятниках (Судебниках, Соборном уложении 1607 года и Уложении царя Алексея Михайловича 1649 года) постоянно упоминается о наёмных поверенных. Однако указание на какую-нибудь организацию профессиональных поверенных в них не содержится.
К середине XVII века в России уже существовало сословие наёмных поверенных, которых закон именовал стряпчими. В 1775 году Екатерина II подписывает Указ «Учреждение о губерниях», по которому стряпчие являлись помощниками прокурора и защитниками казённых. Каких-либо требований в виде образовательного или нравственного ценза к поверенным не предъявлялось. Не существовало и их внутренней организации.
При подготовке к судебной реформе в области адвокатуры был использован не только континентальный (европейский), но и имевшийся в самой России опыт столетней деятельности адвокатуры в западных окраинах империи: в Литве и Царстве Польском. Польская Конституция 1791 года и постановления Литовского статуса требовали, чтобы адвокат был дворянином, имел поместье, не был замечен ни в каком пороке и знал законы. При вступлении в сословие адвокатов кандидат был обязан принести присягу. Молодые люди подготавливались к профессии под руководством опытных адвокатов, которые отвечали за учеников перед законом. Включение в состав адвокатов зависело от суда, высшей судебно-административной власти Царства Польского.
Законом от 14 мая 1832 года в России был создан институт присяжных стряпчих. Это была попытка отчасти упорядочить участие судебных представителей в коммерческих судах. Заниматься практикой в коммерческих судах могли только лица, которые были внесены в список присяжных стряпчих. В этот список включались кандидаты, представившие аттестаты, послужные списки и прочие свидетельства об их звании и поведении, какие они сами признают нужными. Суд вносил их в список или объявлял словесно отказ без объяснения причин.
Власть в России в некоторые периоды истории относилась с предубеждением к адвокатуре. Известны, например, следующие высказывания российских монархов. В источниках о посещении Петром I Англии в 1698 г. сообщается, что, посетив Вестминстер-Холл (суд), Пётр увидел там «законников», то есть адвокатов, в мантиях и париках. Он спросил: «Что это за народ и что они тут делают?» «Это все законники, Ваше Величество» — ответили ему. «Законники? — удивился Пётр. — К чему они? Во всём моём царстве есть только два законника, и то я полагаю одного из них повесить, когда вернусь домой». Екатерина II была того же мнения: «Адвокаты и прокуроры у меня не законодательствуют и законодательствовать не будут, пока я жива, а после меня будут следовать моим началам». В этом она оказалась совершенно права, и император Николай I с такой же уверенностью говорил князю Голицыну, отстаивавшему необходимость введения адвокатуры: «Нет, князь, пока я буду царствовать, России не нужны адвокаты. Проживём и без них».
К середине 50-х годов XIX века уже сформировалось убеждение, что состязательный процесс единственный способ судопроизводства. А необходимым условием введения состязательного процесса должно было стать учреждение сословия присяжных поверенных. Введению судебной реформы способствовал резкий экономический подъём России, вызванный в 1861 году освобождением крестьян, началом железнодорожного строительства, появлением акционерных обществ и финансовых учреждений.

### Адвокатура второй половиныXIX— началаXX веков
Император Александр II 20 ноября 1864 года подписал Закон об учреждении судебных уставов. Судебная реформа явилась одной из самых значительных в череде реформ 60-70-х годов. Вводился гласный состязательный суд с участием присяжных заседателей, обвинения и защиты. Александром II были утверждены судебные уставы Российской империи: Устав гражданского судопроизводства и Устав уголовного судопроизводства. По ним в России вводились две системы судебных учреждений: суды с избираемыми судьями — окружные суды и судебные палаты.
Мировой суд (в уездах и городах) был выборным органом и предназначался для рассмотрения малозначительных уголовных и гражданских дел. Апелляционной инстанцией для всех дел, рассмотренных в мировых судах данного мирового округа, являлся съезд мировых судей.

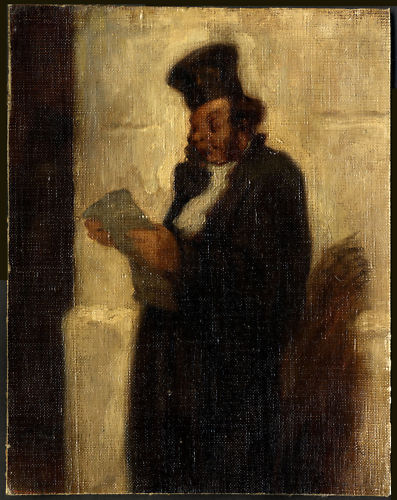
L’Avocat au placet

Общие судебные места создавались для рассмотрения уголовных и гражданских дел, выходивших за пределы компетенции мировых судов. Они состояли из двух судебных инстанций: окружного суда — одного в судебном округе, включавшем несколько уездов, и судебной палаты, действовавшей в пределах одной или нескольких губерний и объединявшей значительное число судебных округов. Окружной суд, как суд первой инстанции, рассматривал все уголовные дела. Судебная палата была судом первой инстанции по политическим делам и апелляционной инстанцией по отношению к окружным судам. Судебная палата являлась также и органом надзора за окружными судами и мировыми съездами.
По ст. 135 Учреждения Судебных Установлений присяжными поверенными могли быть лица, достигшие 25-летнего возраста, имеющие высшее образование и, кроме того, пять лет судебной практики в качестве чиновника судебного ведомства или помощника присяжного поверенного. Ст. 355 запрещала быть присяжными поверенными лицам: не достигшим 25-летнего возраста, иностранцам, состоящим на службе от правительства или по выборам, уволенным со службы по суду, а также по некоторым другим обстоятельствам.
Присяжный поверенный, исключённый из числа таковых любой судебной палатой, лишался навсегда права вернуться к профессии на всей территории России. Списки исключённых из числа присяжных поверенных централизованно публиковались и регулярно рассылались по всем судебным палатам, окружным судам и съездам мировых судей. Аналогично поступали и судебные палаты, извещая суды низших инстанций об исключении того или иного лица из числа присяжных поверенных.
Присяжным поверенным, принявшим эту должность, сохранились чины, полученные на прежней службе, и придворные звания. Претендующие на звание присяжного поверенного подавали заявление в совет присяжных поверенных с приложением необходимых документов. Совет рассматривал эту просьбу, затем принимал постановление о принятии кандидата или об отказе. Лицо, принятое в присяжные поверенные, получало свидетельство и после этого принимало присягу. Затем его включали в специальный список присяжных поверенных, а решение о его принятии публиковалось к всеобщему сведению.
Присяжные поверенные имели право: вести гражданские дела во всех судебных установлениях без получения свидетельств на право ходатайства по чужим делам; получать вознаграждение за ведение дел; передавать друг другу состязательные по гражданским делам бумаги без посредничества судебных приставов и т. д. Присяжный поверенный был обязан вести список дел, которые ему поручались, и представлять его в совет или окружной суд по первому требованию. В п. 4 ст. 355 Учр. Суд. Уст. указывалось на то, что звание присяжного поверенного несовместимо с действительной службой, так как присяжный поверенный должен быть независим от начальства.
Первое прошение с ходатайством о принятии в присяжные поверенные было подано 15 марта 1866 года бывшим стряпчим Санкт-Петербургского Коммерческого суда П. А. Андреевым. Чуть позже такие же прошения подали К. К. Арсеньев, В. П. Гаевский, В. Д. Спасович, Д. В. Стасов, В. И. Танеев. 17 апреля в Петербурге было торжественное открытие новых судебных учреждений и первые русские адвокаты приступили к своим обязанностям.
Судебная реформа 1864 года коренным образом преобразила всю систему правосудия Российской империи. Уставы ввели принцип независимости и несменяемости судей; установили подсудность всего населения без каких-либо изъятий; отделили предварительное следствие как от полицейского сыска, так и от прокуратуры; обеспечили состязательность судебного процесса, полностью уравняв в правах стороны обвинения и защиты. Сердцевину реформы составили учреждение суда присяжных и создание свободной, отделённой от государства, адвокатуры.
Россия, в то время полуфеодальная страна с глубоко въевшимися во все поры общества крепостническими отношениями, с режимом неограниченной абсолютистской власти, страна, лишённая парламента и Конституции, — неожиданно получает демократическую, прогрессивную форму организации судебной власти. Широко выросла известность российских адвокатов: Спасович и Арсеньев, Александров и Андреевский, Урусов и Карабчевский, Герард, и Боровиковский, Пассовер, Гаевский, Плевако — плеяда судебных ораторов той поры.
Первой женщиной-помощником присяжного поверенного в России стала в 1909 году Екатерина Флейшиц, однако к участию в судебном заседании её не допустили. Женщины в России получили право быть адвокатами только после Февральской революции 1917 года.

### Защита в военных судах Российской империи
В соответствии с военно-судебной реформой 1867 года была введена защита подсудимых в военных судах. Функции адвокатов в Главном военном суде и военно-окружных судах выполняли офицеры или штатские — выпускники Военно-юридической академии — кандидаты на военно-судебные должности. Эти защитники для подсудимых назначались Председателями военно-окружных судов и по должности и чину полностью зависели от старших воинских начальников — руководителей судов и прокуроров. Поэтому защита в этих условиях была слабой и неэффективной, часто формальной. Как правило, даже при наличии высокой образованности и подготовки, кандидаты на военно-судебные должности не могли влиять на решение суда. В низших, полковых судах защитники не предусматривались.

Система защиты в военных судах просуществовала до Октябрьской революции 1917 года.

### Адвокатура советского времени
22 ноября 1917 года Совет народных комиссаров (СНК) принял декрет о суде, который вошёл в литературу под названием «Декрет о суде № 1». Декрет упразднял все общие судебные установления: окружные палаты, окружные суды, правительствующий Сенат со всеми департаментами, военные и морские суды, коммерческие суды. Упразднялись также институты судебных следователей, прокурорского надзора и адвокатуры. Вместо упразднённых судебных органов создавались местные суды и революционные трибуналы.
19 декабря 1917 года Народный комиссариат юстиции (НКЮ) издал специальную Инструкцию революционному трибуналу. Инструкция, повторив указание декрета № 1 о суде, что в качестве обвинителей и защитников, имеющих право участия в деле, допускаются по выбору сторон все пользующиеся политическим правом граждане, установила, что при ревтрибунале учреждается коллегия лиц, посвящающих себя правозаступничеству как в форме общественного обвинения, так и в форме общественной защиты, что названная коллегия образуется путём свободной записи всех лиц, желающих оказать помощь революционному правосудию и представивших рекомендацию Совета рабочих, солдатских и крестьянских депутатов. В Инструкции указано, что из состава коллегии правозаступников ревтрибунал может пригласить для каждого дела общественного обвинителя и, если обвиняемый сам не пригласит себе защитника, его назначит революционный трибунал из числа членов коллегии. Таким образом. Инструкцией были введены общественное обвинение и защита, дополняемые общегражданским обвинением и защитой.
На коллегию правозаступников возлагалась обязанность оказывать населению юридическую помощь и защиту как подачей советов, разъяснений и указаний, так и составлением всякого рода прошений, жалоб и других бумаг по судебным, административным делам. Коллегия защищала интересы жителей по уголовным и гражданским делам. Неимущим гражданам эти услуги оказывались бесплатно, а состоятельным — за плату по таксе, установленной коллегией и утверждённой губернским исполкомом.
В специальном разделе Положения о народном суде РСФСР от 30 ноября 1918 года предусматривалось, что коллегия правозаступников переименовывается в коллегию защитников, обвинителей и представителей сторон в гражданском процессе при уездных и губернских исполкомах. Члены коллегии избирались исполкомом Советов и получали содержание в размере оклада, установленного для народных судей. В качестве защитников и представителей сторон допускались ближайшие родственники трудящихся и юрисконсульты советских учреждений. Однако члены коллегий, состоявших в основном из дореволюционных адвокатов, не удовлетворяли новую власть, которая провозгласила классовый подход в правосудии. В. И. Ленин, описывая адвокатуру нового времени, писал: «…мы разрушили в России, и правильно сделали, что разрушили, буржуазную адвокатуру, но она возрождается у нас под прикрытием „советских“ правозаступников».
К русской адвокатуре Ленин относился крайне негативно, можно сказать, враждебно, что видно из его высказывания в «Письме Е. Д. Стасовой и товарищам в Московской тюрьме» (от 19 января 1905 г.) по вопросу о возможности использовать адвокатов для их защиты. Ленин писал: «Адвокатов надо брать в ежовые рукавицы и ставить в осадное положение, ибо эта интеллигентская сволочь часто паскудничает. Заранее им объявлять: если ты, сукин сын, позволишь себе хоть самомалейшее неприличие или политический оппортунизм (говорить о неразвитости, о неверности социализма…), то я, подсудимый, тебя оборву тут же публично, назову подлецом, заявлю, что отказываюсь от такой защиты и т. д., и приводить эти угрозы в исполнение. Брать адвокатов только умных, других не надо… Но всё же лучше адвокатов бояться и не верить им…».
В 1920 г. народный комиссар юстиции РСФСР Д. И. Курский высказал идею, чтобы защита строилась на началах обязательной трудовой повинности. Это объяснялось острой нехваткой адвокатов, большей частью ушедших в подпольную адвокатуру и юрисконсультами учреждений.
По Положению о народном суде от 21 октября 1920 года, коллегии защитников и обвинителей были упразднены, защита и обвинение разделены. В качестве защитников судебные органы стали привлекать лиц, способных исполнять эту обязанность. На этих лиц исполкомы Советов составляли особые списки. Учреждения, в которых данные лица состояли на службе, обязаны были по требованию суда освобождать их от работы на время выступления в суде в качестве защитника. За ними сохранялась заработная плата по месту работы. При недостатке защитников в качестве таковых привлекались консультанты, состоявшие при отделах юстиции. Таким образом, с этого времени вводится общественная защита, дополняемая должностной. IX съезд Советов, прошедший в Москве в конце 1921 года, принял, в частности, постановление «О новой экономической политике и промышленности», в котором говорилось, что «…новые формы отношений, созданные в процессе революции и на почве проводимой властью экономической политики, должны получить своё выражение в законе и защиту в судебном порядке… Граждане и корпорации, вступившие в договорные отношения с государственными органами, должны получить уверенность, что их права будут охранены».
Для того чтобы выйти из глубокого социально-экономического кризиса, большевики, в соответствии с ленинской новой экономической политикой, вынуждены были развивать экономику с элементами рынка. А для защиты интересов предпринимателей, в собственность или пользование которым передавалась часть национализированной промышленности, необходимо было, в частности, восстанавливать и разрушенный институт адвокатуры. За период гражданской войны численность адвокатов в России сократилась с 13 тыс. в 1917 году до 650 к 1921 году.
Почти два года (с октября 1920 года до середины 1922 года) специального органа защитников в стране не существовало. Начало судебной реформе было положено законами об адвокатуре и прокуратуре. Положение об адвокатуре было принято Центральным исполнительным комитетом РСФСР 22 мая 1922 г. По этому Положению, члены коллегии защитников первого состава утверждались президиумом губернского исполнительного комитета по представлению губернского отдела юстиции. В дальнейшем прием производился президиумом коллегии защитников с доведением об этом до сведения президиума губернского исполнительного комитета, которому предоставлялось право отвода принятых новых членов коллегии. Членам коллегии защитников было запрещено занимать должности в государственных учреждениях и предприятиях, за исключением выборных должностей и должностей профессорско-преподавательского состава юридических учебных заведений.
Президиум коллегии избирался на губернском общем собрании защитников. Президиум должен был:
- осуществлять наблюдение и контроль за исполнением защитниками своих обязанностей;
- налагать взыскания на своих членов;
- распоряжаться денежными суммами, поступающими в фонд коллегии;
- назначать бесплатную защиту и защиту по таксе;
- организовывать консультации для оказания помощи населению.

Оплата труда за юридическую помощь производилась в зависимости от имущественного положения клиентов: бесплатно, по таксе, по соглашению.
Защитники вносили из своего заработка отчисления в фонд президиума на расходы по содержанию президиума коллегии, на организацию юридических консультаций, а также на оплату членов коллегии защитников за выступления по назначению. К защите в суде, кроме адвокатов, допускались близкие родственники обвиняемого или потерпевшего, представители государственных учреждений и предприятий, а также представители профсоюзов. Прочие лица допускались с особого разрешения суда, в производстве которого находилось дело.
Вновь учреждённый институт адвокатуры являлся добровольной общественной организацией. Адвокаты, выступая в суде в качестве защитника по уголовному делу или представителя стороны по гражданскому делу, помогали истцу или ответчику (на стороне которого они выступали) в осуществлении защиты их законных интересов и тем самым помогали суду в выполнении возложенных на них задач осуществления правосудия.
Членом коллегии защитников мог быть всякий гражданин, который пользовался избирательными правами, имел стаж работы в органах юстиции в должности не ниже следователя не менее двух лет или выдержал соответствующее испытание в комиссии при губернском суде.
В современной России около 90 % уголовных судебных процессов проходят с участием адвокатов по назначению суда (неофициально именуемых публично в качестве «государственных адвокатов»), менее 10 % рассматриваемых в суде уголовных дел приходится на адвокатов по соглашению, по мнению экспертов, в основном, назначенными адвокатами пользовались неимущие и социально незащищённые граждане.
На 1 января 2018 года в России численность адвокатов составила 79 839 человек. Ежегодно общее количество российских адвокатов увеличивается в среднем на 1,5 — 2 процента (так, в 2017 году численность сообщества увеличилась на 1348 адвокатов). Согласно государственной программе «Юстиция» в России предполагается после 2023 года утвердить адвокатскую монополию, для чего планируется увеличение общего количества адвокатов в 2 раза (из расчёта 1 адвокат на 1000 граждан, сейчас соотношение составляет 1:2000). Из общего числа адвокатов количество опытных специалистов (опыт свыше 15 лет) составляет чуть меньше трети (30,8 %). Наиболее известные и высокооплачиваемые российские адвокаты живут и осуществляют профессиональную деятельность на территории Москвы и Санкт-Петербурга, в некоторых крупных региональных центрах. Ни Федеральная палата адвокатов РФ, ни адвокатские палаты субъектов федерации не издают и не принимают участие в формировании рейтингов российских правоведов. Наиболее известные рейтинги адвокатов России формируются общественными организациями и энтузиастами (ПРАВО-300, «Лучшие адвокаты», проект LegalPractice.ru).

## Статус адвоката

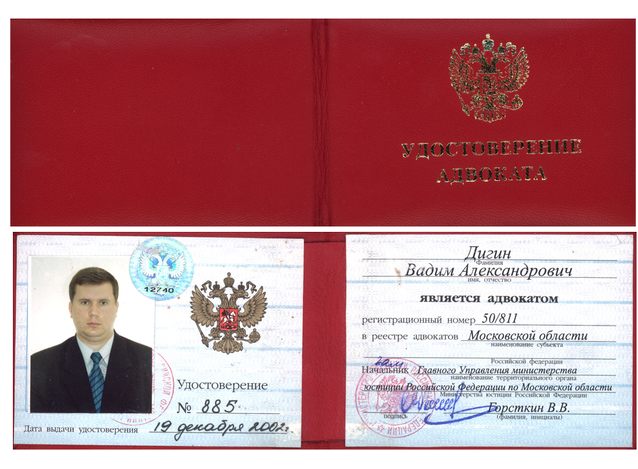
Удостоверение адвоката в России. Единый образец. Выдаётся территориальными управлениями Министерства юстиции РФ.

Закон не запрещает адвокатам заниматься предпринимательской и иной деятельностью, в том числе творческой, научной и преподавательской. Данная позиция была выражена в Определении Верховного Суда РФ от 24 апреля 2023 г. № 305-ЭС22-27144. Вместе с тем, закон об адвокатской деятельности и адвокатуре запрещает адвокату вступать в трудовые отношения за исключением случаев, когда они предполагают осуществление преподавательской, научной, творческой деятельности. Традиционный запрет адвокатам состоять на службе обусловлен тем, что такая служба может повлечь снижение качества юридической помощи не только из-за занятости другой работой, но и в связи с утратой адвокатом своей независимости. Для получения статуса адвоката, нужно сдать экзамен, который подтверждает квалификацию юриста. На экзамен, подтверждающий статус адвоката, может быть допущено лицо, получившее высшее юридическое образование. 
Пользуясь своей независимостью, адвокат должен помнить, что цель не может оправдывать средства. И высокие цели правосудного ограждения обществ и защита личности от несправедливого обвинения должны быть достигаемы только нравственными способами и приёмами.
Таким образом, оказывая юридическую помощь, адвокат руководствуется лишь указаниями закона и своего профессионального долга, а не мнениями и оценками каких-либо органов и должностных лиц, в том числе органов и руководителей адвокатских образований.
Адвокаты — вот лучшие актёры. И лучшие драмы разворачиваются не в театре, а в здании суда. Ведь разница между исполнением монолога перед зрителями и исполнением монолога перед присяжными настолько мала, что почти незаметна. Причем хорошие адвокаты играют намного лучше, чем хорошие актёры. Но я не расстраиваюсь. Всё-таки лучше быть плохим актёром, чем хорошим адвокатом.
Выпускники юридических вузов, не имеющие стажа работы по специальности юриста или при недостаточности такого стажа, принимаются в Адвокатскую Палату лишь после прохождения стажировки, сроком не менее шести месяцев, время стажировки может быть продлено по решению Совета Адвокатской Палаты. Со вступлением нового закона «Об адвокатской деятельности и адвокатуре в Российской Федерации» срок стажировки был увеличен от одного года до двух лет. Стажёр адвоката осуществляет свою деятельность под руководством адвоката (адвокат, имеющий адвокатский стаж не менее пяти лет, вправе иметь стажёров), выполняя его отдельные поручения. Стажёр адвоката не вправе самостоятельно заниматься адвокатской деятельностью, обязан хранить адвокатскую тайну.
Стажёр принимается на работу на условиях трудового договора, заключённого с адвокатским образованием, а в случае, если адвокат осуществляет свою деятельность в адвокатском кабинете, — с адвокатом, которые являются по отношению к данному лицу работодателями.
У некоторых адвокатов имеются личные помощники. Помощниками адвоката могут быть лица, имеющие высшее, незаконченное высшее или среднее юридическое образование. Помощник адвоката не вправе заниматься адвокатской деятельностью, обязан хранить адвокатскую тайну. Число помощников адвоката по закону не ограничено. Адвокатские Палаты обычно не выдают удостоверения помощникам адвокатов, но закон не запрещает выдавать такие удостоверения адвокатским образованиям.
Социальное страхование помощника адвоката осуществляется адвокатским образованием, в котором работает помощник, а в случае, если адвокат осуществляет свою деятельность в адвокатском кабинете, — адвокатом, в адвокатском кабинете которого работает помощник.
Статус адвоката прекращается по следующим основаниям:
- Личное заявление адвоката в письменной форме о прекращении статуса адвоката;
- Вступление в законную силу решения суда о признании адвоката недееспособным или ограниченно дееспособным;
- Отсутствие в адвокатской палате в течение шести месяцев со дня наступления обстоятельств, предусмотренных пунктом 0 статьи 00 настоящего Федерального закона, сведений об избрании адвокатом формы адвокатского образования, учредителем (членом) которого является адвокат;
- Смерть адвоката или вступление в законную силу решение суда об объявлении его умершим;
- Совершение поступка, порочащего честь и достоинство адвоката или умаляющего авторитет адвокатуры;
- Неисполнение или ненадлежащее исполнение адвокатом своих профессиональных обязанностей перед доверителем, а также неисполнение решений органов адвокатской палаты, принятых в пределах их компетенции;
- Вступление в законную силу приговора суда о признании адвоката виновным в совершении умышленного преступления;
- Установление недостоверности сведений, представленных в квалификационную комиссию в соответствии с требованиями.

Решение о прекращении статуса адвоката принимает совет адвокатской палаты того субъекта Российской Федерации, в региональный реестр которого внесены сведения об этом адвокате. В случаях, предусмотренных подпунктами 0 и 0 пункта 0 настоящей статьи, решение принимается советом соответствующей адвокатской палаты на основании заключения квалификационной комиссии.
О принятом решении совет в семидневный срок со дня принятия решения о прекращении статуса адвоката уведомляет в письменной форме лицо, статус адвоката которого прекращён, за исключением случая прекращения статуса адвоката по основанию, предусмотренному подпунктом 0 пункта 0 настоящей статьи, соответствующее адвокатское образование, а также соответствующий территориальный орган юстиции, который вносит необходимые изменения в региональный реестр.
Решение о прекращении статуса адвоката может быть обжаловано в суде.
Территориальный орган юстиции, располагающий сведениями об обстоятельствах, являющихся основаниями для прекращения статуса адвоката, направляет представление о прекращении статуса адвоката в адвокатскую палату. В случае, если совет адвокатской палаты в месячный срок со дня поступления соответствующего представления не принял решение о прекращении статуса адвоката в отношении данного адвоката, территориальный орган юстиции в праве обратиться в суд с заявлением о прекращении статуса адвоката.
Отличительным атрибутом и официальным элементом корпоративной культуры российских адвокатов является знак адвоката. Знак предназначен для ношения лицами, имеющими действующий статус адвоката, при осуществлении ими профессиональной адвокатской деятельности.

## Кодекс профессиональной этики адвоката (КПЭА)
Кодекс профессиональной этики адвоката принят первым Всероссийским съездом адвокатов 31 января 2003 года. Далее был изменён и дополнен во II и III Всероссийских съездах 08.04.2005 и 05.04.2007 года. Существование и деятельность адвокатского сообщества невозможны без соблюдения корпоративной дисциплины и профессиональной этики, обозначенных в данном кодексе.
Некоторые ключевые положения из КПЭА:
Адвокат при всех обстоятельствах должен сохранять честь и достоинство, присущие его профессии.
Адвокат не вправе давать свидетельские показания об обстоятельствах, которые стали ему известны в связи с исполнением профессиональных обязанностей.
Сотрудничество с органами, осуществляющими оперативно-разыскную деятельность, в ходе осуществления адвокатской деятельности несовместимо со статусом адвоката.
Адвокат не вправе давать лицу, обратившемуся за оказанием юридической помощи, или доверителю обещания положительного результата выполнения поручения.

## Взыскания и поощрения адвокатов
За нарушение адвокатами требований закона они подлежат уголовной и иной ответственности наравне с иными гражданами, при этом в отношении адвокатов действуют специальные нормы уголовного судопроизводства, гарантирующие неприкосновенность адвокатской тайны и недопустимость нарушений прав доверителей (например, проведение следственных действий на основании судебного решения, возбуждение уголовного дела в отношении адвоката исключительно руководителем следственного подразделения Следственного комитета РФ по субъекту федерации, запрет допроса адвоката в отношении обстоятельств, ставших ему известными от доверителя в ходе оказания правовой помощи и др.) Помимо общей с иными гражданами ответственности адвокаты привлекаются к специальной дисциплинарной ответственности за совершение поступков, которые порочат его честь и достоинство, умаляют авторитет адвокатуры. В качестве дисциплинарного наказания к адвокатам по решению Совета адвокатской палаты может применяться:
- предупреждение о недопустимости нарушения Кодекса профессиональной этики адвоката;
- выговор;
- прекращение статуса адвоката (с установлением срока, по истечении которого лишенный статуса адвоката вправе вновь претендовать на получение статуса адвоката).
Помимо дисциплинарных наказаний, существует система поощрений адвокатов, которые присуждаются органами адвокатского сообщества за выдающиеся перед ним заслуги и (или) за значительные успехи и достижения в профессиональной и иной деятельности  
Правовым основанием для поощрений адвокатам является Положение о мерах, основаниях и порядке поощрения Федеральной палаты адвокатов РФ, утвержденной 29 октября 2014 года (с последующими изменениями и дополнениями). 
Адвокаты в России могут быть поощрены путём награждения:
- Орденом «За верность адвокатскому долгу» - высшая награда российской адвокатуры;
- Орденом «За служение адвокатуре»;
- Медалью «За служение адвокатуре»;
- Орденом «За служение адвокатуре»;
- медалью «За заслуги в защите прав и свобод граждан» I и II степеней;
- знаком отличия «Лучший наставник»;
- медалью «За профессионализм»;
- знаком «Почетный адвокат»;
- иными поощрениями, в числе которых: благодарность, почетная грамота, почетная медаль и диплом Федеральной палаты адвокатов РФ.
Помимо поощрений, присуждаемых Федеральной палатой адвокатов России, есть знаки, отличия, медали и награды иных адвокатских сообществ, а также награды, присуждаемые адвокатам общественными некоммерческими организациями, средствами массовой информации и пр.
Так, за выдающиеся успехи в деле защиты прав граждан адвокаты награждаются медалью имени Ф. Н. Плевако, высшей из которых является золотая медаль. Данная награда учреждена Гильдией российских адвокатов в 1996 году.
Кроме того, существует целый ряд конкурсов, в ходе которых ежегодно отбираются и награждаются лучшие российские адвокаты и адвокатские образования в различных отраслях: Право-300, Лучшие адвокаты России, ЛУАР-100 (Лучшие адвокаты по уголовным делам России). 

## Ордер адвоката
Документ выдаваемый адвокату (или выписанный им самим) для исполнения договора на оказание юридических услуг в целях подтверждения его полномочий участия в конкретном деле, по которому осуществляется защита интересов его доверителя.
Форма ордера утверждается федеральным органом юстиции. Как правило, ордер обязателен только для участия адвоката в уголовном судопроизводстве. В иных случаях, для допуска адвоката достаточно устного ходатайства лица, поручившего адвокату осуществлять представление своих интересов или надлежащим образом оформленной доверенности.
Адвокат вступает в уголовное дело в качестве защитника по предъявлении удостоверения адвоката и ордера. Никто не вправе требовать от адвоката и его доверителя предъявления соглашения об оказании юридической помощи для вступления адвоката в дело. Между тем, до настоящего времени существует порочная и незаконная практика допуска адвоката к подзащитным на основании выданного следователем уведомления, адресованного администрации следственного изолятора и фактически выполняющего функции разрешительного документа (в основном по резонансным уголовным делам, имеющим политическую окраску).

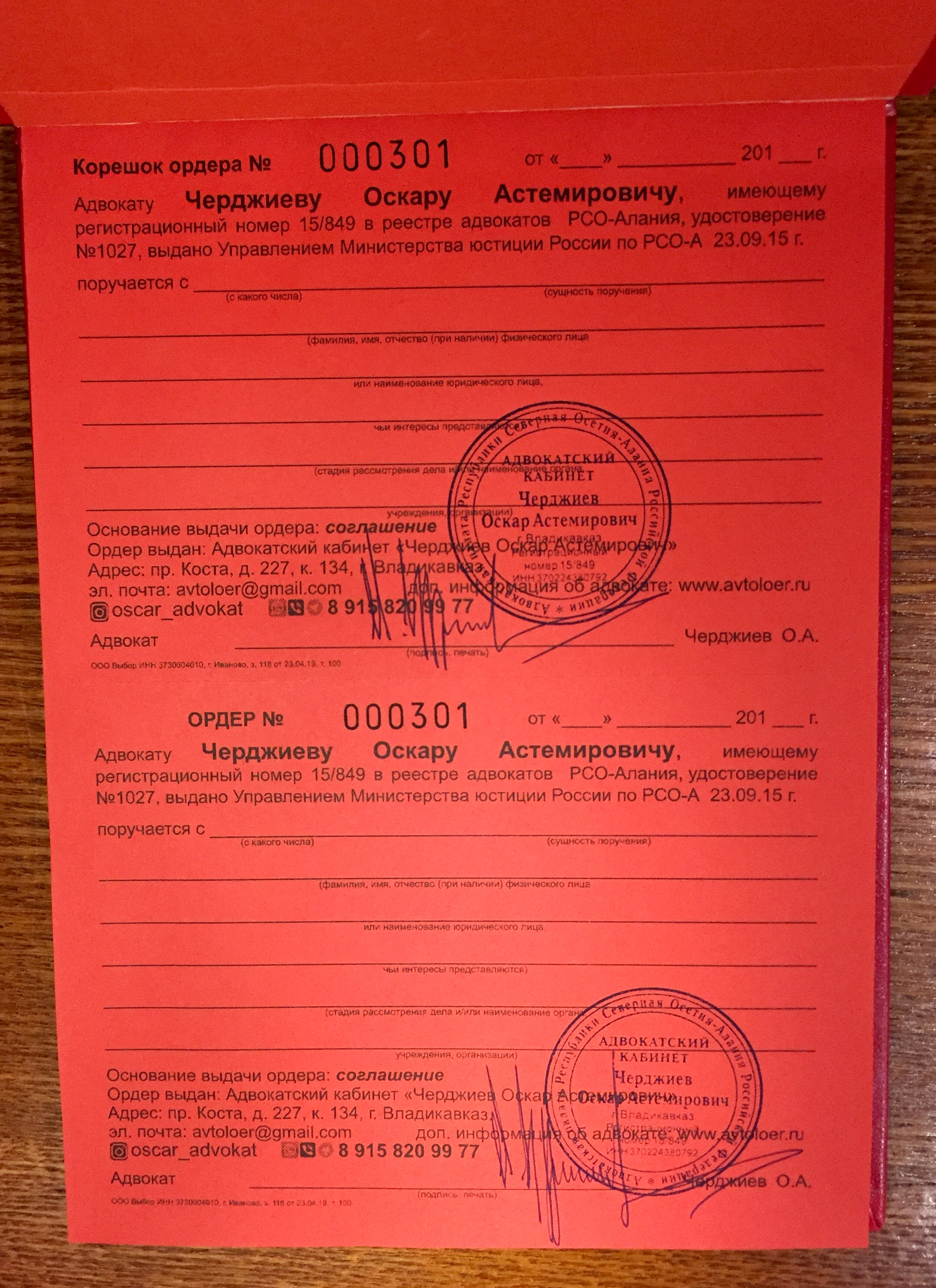
Незаполненный Корешок ордера и Ордер адвоката с оттиском его личной печати и подписью.

Порядок изготовления, хранения и выдачи ордеров регламентируется Методическими рекомендациями, утверждёнными Советом Федеральной палаты адвокатов РФ 4 декабря 2017 года. Форма ордера адвоката утверждена Приказом Министерства юстиции РФ от 10 апреля 2013 года № 47.
Ордер выписывается в одном экземпляре и выдаётся адвокату, корешок ордера остаётся в ордерной книжке, которая хранится в адвокатском образовании не менее трёх лет. Полученный ордер передаётся адвокатом для приобщения к материалам дела (материалам проверки) оперативному уполномоченному, дознавателю, следователю, судье или иному должностному лицу, наделённому процессуальными полномочиями допуска адвоката к участию в деле.
Срок действия полномочий адвоката по ордеру определяется соглашением или постановлением о назначении адвоката и указывается в соответствующей строке бланка ордера.

## Адвокат в гражданском процессе
Адвокатская деятельность — квалифицированная юридическая помощь, оказываемая на профессиональной основе лицами, получившими статус адвоката, физическим и юридическим лицам в целях защиты их прав, свобод и интересов, а также обеспечения доступа к правосудию.
Адвокат — лицо, получившее в установленном законом порядке статус адвоката и право осуществлять адвокатскую деятельность. Адвокат — независимый советник по правовым вопросам. Права, обязанности и полномочия адвоката определены Федеральным Законом «Об адвокатской деятельности и адвокатуре в Российской Федерации». Оказывая юридическую помощь, адвокат:
- Даёт консультации и справки по правовым вопросам, как в устной, так и в письменной форме.
- Составляет заявления, жалобы, ходатайства и другие документы правового характера.
- Участвует в качестве представителя доверителя в гражданском судопроизводстве, в разбирательстве дел в третейском суде, международном коммерческом арбитраже (суде) и иных органах разрешения конфликтов, в исполнительном производстве.
- Представляет интересы доверителя в органах государственной власти, органах местного самоуправления, общественных объединениях и иных организациях, в органах государственной власти, судах и правоохранительных органах иностранных государств.
- Оказывает иную юридическую помощь, не запрещённую федеральным законом.

Полномочия адвоката, участвующего в качестве представителя доверителя в гражданском судопроизводстве регламентируются Гражданским процессуальным кодексом РФ. Право адвоката на выступление в суде в качестве представителя удостоверяется ордером, выданным соответствующим адвокатским образованием (ч.5 ст.53 ГПК РФ). Представитель вправе совершать от имени представляемого все процессуальные действия. Однако право представителя на подписание искового заявления, предъявление его в суд, передача спора на рассмотрение третейского суда, предъявление встречного иска, полный или частичный отказ от исковых требований, уменьшение их размера, признание иска, изменение предмета или основания иска, заключение мирового соглашения, передачу полномочий другому лицу (передоверие), обжалование судебного постановления, предъявление исполнительного документа к взысканию, получение присуждённого имущества или денег должно быть специально оговорено в доверенности, выданной представляемым лицом (ст.54 ГПК РФ), как правило суды требуют от адвоката доверенность на ведение дела в тех случаях, когда адвокат выступает в суде без своего доверителя, при этом в случаях, когда доверитель лично присутствует в процессе, доверенность от адвоката не требуется, хотя требование закона о наличии ордера сохраняется.

## Права адвоката в Российской Федерации
В России адвокат вправе:
- собирать сведения, необходимые для оказания юридической помощи, в том числе запрашивать справки, характеристики и иные документы от органов государственной власти, органов местного самоуправления, общественных объединений, а также иных организаций. Указанные органы и организации обязаны в порядке, установленном законодательством — путём направления адвокатского запроса, выдавать адвокату запрошенные им документы или их заверенные копии;
- опрашивать лиц (с их согласия), предположительно владеющих информацией, относящейся к делу, по которому адвокат оказывает юридическую помощь;
- собирать и представлять предметы и документы, которые могут быть признаны вещественными и иными доказательствами, в порядке, установленном законодательством РФ, в том числе путём направления адвокатского запроса;
- привлекать на договорной основе специалистов для разъяснения вопросов, связанных с оказанием юридической помощи;
- беспрепятственно встречаться со своим доверителем наедине, в условиях, обеспечивающих конфиденциальность (в том числе в период содержания доверителя под стражей), без ограничения числа свиданий и их продолжительности;
- фиксировать (в том числе с помощью технических средств) информацию, содержащуюся в материалах дела, по которому адвокат оказывает юридическую помощь, соблюдая при этом государственную и иную охраняемую законом тайну;
- совершать иные действия, не противоречащие законодательству РФ.

## Судебные расходы
К судебным расходам относятся государственная пошлина и издержки, связанные с рассмотрением дела.
Издержки — это дополнительные к государственной пошлине расходы, которые несут лица, участвующие в деле, в частности, в случае инициирования ими того или иного процессуального действия, предполагающего осуществления финансовых затрат, например, вызов свидетелей, специалистов, переводчиков, проведение экспертизы, расходы на проезд и проживание сторон и третьих лиц, понесённые ими в связи с явкой в суд, расходы на оплату услуг представителей, расходы на производство осмотра на месте, компенсация за фактическую потерю времени, связанные с рассмотрением дела почтовые расходы и другое.
Стороне, в пользу которой состоялось решение суда, по её письменному ходатайству суд присуждает с другой стороны расходы на оплату услуг представителя в разумных пределах. Зачастую, добиться в суде полного возмещения судебных расходов практически невозможно. Однако в современной судебной практике существуют удачные примеры компенсации расходов на адвоката.